# Lajonquierea deruna
Lajonquierea deruna är en fjärilsart som beskrevs av Moore 1859. Lajonquierea deruna ingår i släktet Lajonquierea och familjen ädelspinnare. Inga underarter finns listade i Catalogue of Life.